# Mse TV
Mse TV (georgisch მზე; dt. Sonne TV) ist ein georgischer Privatsender. Sein Sitz ist Tiflis. Seit 2005 widmet er sich vor allem Sport und Unterhaltung, hat nur ein Nachrichtenformat.
Der Sender wurde im April 2003 gegründet. Er ist vor allem in Tiflis und seinen Vororten über Antenne und Kabel zu empfangen, war zunächst bemüht, alle redaktionellen Sparten abzudecken. 2005 wechselte er sein Profil. Politische Redakteure wurden entlassen. Die populäre politische Talkshow Archewanis Sgwarse (dt. An der Spitze der Wahl) wurde abgesetzt, nachdem Gerichtsmediziner dort Zweifel an der offiziellen Version des Todes von Ministerpräsident Surab Schwania geäußert hatten.
2006 möchte die TV-Station von der Nationalen Kommunikationskommission Georgiens Sendefrequenzen für ganz Georgien erhalten.
Gründer und ursprünglicher Eigentümer des Senders war der Bankier und frühere georgische Wirtschaftsminister Wano Tschchartischwili. 2004 erwarb der Zementfabrikant David Beschuaschwili, ein Bruder des georgischen Außenministers, 50 % der Aktien, Tschchartischwili behielt 50 %. 2005 wurde Beschuaschwili Alleineigentümer. Am 4. Januar 2006 verkaufte er 78 % der Mse-Aktien an den Mehrheitseigentümer des TV-Senders Rustawi 2, Kibar Chalwaschi.
Im Sommer 2006 verkaufte Beschuaschwili seinen Anteil an das Unternehmen Georgia's Industrial Group (GIG), Chalwaschi an die Firma GeoTrans. Inzwischen gehört Mse TV zusammen mit dem Fernsehsender Rustawi 2 zu 45 % der GIG. Die übrigen Anteile liegen in den Händen der GeoMedia Group, deren Firmensitz auf den Marshallinseln ist. Wer hinter dem Unternehmen steckt, ist öffentlich nicht bekannt.